# Columnas quebradas
Columnas quebradas es un documental uruguayo de 2015, dirigido por Mario Handler, sobre el trabajo obrero en Uruguay. El documental indaga en la vida íntima, laboral y política de diversos personajes para testimoniar la problemática de la desigualdad, la explotación y la inestabilidad en las relaciones laborales de algunos sectores obreros.
Su estreno internacional tuvo lugar en la 18.ª edición del Festival de Málaga de Cine Español, en abril de 2015; en Uruguay se estrenó en junio de 2016, en el Festival Cinematográfico Internacional del Uruguay.
El título del documental surgió del testimonio de uno de los trabajadores rurales entrevistados, quien manifestó tener «las columnas quebradas» —en referencia a su columna vertebral— de tanto esfuerzo.

## Premios
- 2015: premio «Alberto Mántaras» al mejor documental uruguayo en el festival AtlantiDoc.[2]